# Кочвар, Сергей Владимирович
Сергей Владимирович Кочвар (20 сентября 1968, Одесса, Украинская ССР, СССР) — украинский футболист, защитник.

## Игровая карьера
Футболом начинал заниматься в СДЮСШОР «Черноморец» (Одесса). Первый тренер — Савелий Семёнов. В 1985 году Кочвара стали привлекать к матчам дублирующего состава «Черноморца», а в 1987 году Сергей дебютировал в составе основной команды, приняв участие в шести поединках чемпионского сезона одесситов в первой лиге.
В 1987 году был призван в армию. Выступал в составе одесского СКА. В армейском клубе Кочвар очень быстро стал своим, выводил команду на матчи с капитанской повязкой, поэтому принял решение остаться в команде и после завершения срока службы. Покинул клуб Сергей лишь в середине 1994 года, когда стало понятно, что СК «Одесса» надолго обосновался в первой лиге чемпионата Украины.
Транзитом через «Норт-АМ-ЛТД-Подолье» Кочвар оказался в «Ниве» (Тернополь), где доиграл чемпионат 1994/95, а уже со следующего сезона защищал цвета донецкого «Шахтёра». Вместе с «горняками» футболист завоевал Кубок Украины и принимал участие у еврокубковых матчах.
В августе 1997 Сергей выпал из основного состава донецкого гранда и был отдан в аренду сначала в «Кривбасс», а затем в «Николаев».
Заканчивал сезон Кочвар в Болгарии. Сыграв за «Ботев» (Враца) всего один матч, Сергей вернулся в Николаев, где отыграл ещё два сезона в первой лиге.
Профессиональную карьеру Сергей завершал в приднестровской команде «Хэппи Энд», которая впервые в своей истории получила право выступать в Национальном дивизионе Молдавии. Клуб из Каменки провалил сезон, вылетев в низшую лигу, и украинский легионер вернулся на Украину, где некоторое время играл за одесский любительский клуб «Солнечная долина».